# عبد الكريم عبيد
عبد الكريم علي بشير عبيد (أبو ساجد؛ وُلِدَ في 1957 في جبشيت، جنوب لبنان – )، إمام وعالِم ديني إسلامي شيعي لبناني بارز، يُعد من كبار زعماء وقيادات حزب الله، ويشغل منذ سنوات منصب معاون رئيس المجلس التنفيذي لحزب الله، وقبل ذلك كانت إسرائيل قد اعتقلته في سجونها لمدة حوالي 15 عامًا مُتواصلة وذلك مُنذ 28 يوليو 1989 وحتى أفرجت عنه في 29 يناير 2004 ضمن صفقة تبادل بينها وبين حزب الله برعاية ألمانية، لِيُعرَفَ بلقب "شيخ الأسرى اللبنانيين".

## سيرته
وُلِدَ عبد الكريم علي بشير عبيد في بلدة جبشيت في جنوب لبنان عام 1957، فوالده هو الفلاح "علي عبيد" (أبو أحمد)، وقد تلقى عبد الكريم تعليمه الابتدائي في مدرسة جبشيت الابتدائية ثم انتقل عام 1964 لمواصلة تعليمه في مدرسة المصيطبة في بيروت.
أنهى تعليمه الثانوي في بيروت بالتزامن مع اندلاع شرارة الحرب الأهلية اللبنانية عام 1975، وجرى تجنيده لمدة ثلاثة أشهر ضمن احتياط الجيش اللبناني في "ثكنة الفياضية" اللبنانية العسكرية في قضاء بعبدا، وبعد أن حاصرت قوات حزب الكتائب اللبنانية الثكنة لمدة ثلاثة أيام تمكن عبيد من الهرب إلى بيروت الغربية مع عدد من رفاقه.
ترك عبيد الجيش اللبناني والتحق للدراسة لمدة ثلاث سنوات في تخصص الهندسة المعمارية في كلية الفنون الجميلة بالجامعة اللبنانية، وعمل في أحد المكاتب الهندسية خلال مدة دراسته، ولكنه تعرض لحادث سير كانت رجله فيها مهددة بالبتر، وبعد شفائه فقد ذهب لأداء مناسك الحج بناءً على نِذر والدته "آمنة صادق قازان".
بعد عودته من أداء مناسك الحج قرر عبيد ترك دراسته للهندسة المعمارية، وانتقل عام 1979 إلى إيران حيث درس "المشيخة" في حوزات قم حتى العام 1982، فعاد عام 1982 إلى لبنان التي كانت تشهد الحرب الإسرائيلية، وانخرط برفقة المقاتلين اللبنانيين والفلسطينيين، وكان مقربًا جدًا من الشيخ محمد حسين فضل الله في الضاحية الجنوبية لبيروت الذي دعاه للعودة ثانيةً إلى إيران لمواصلة تحصيله الديني، فعاد عبيد بذلك إلى إيران وتابع تحصيله الديني ثم عاد إلى لبنان عام 1983 وقد أصبح شيخًا معممًا.
بعد اعتقال إسرائيل لإمام بلدته جبشيت الشيخ راغب حرب في 8 مارس 1983 فقد كلف محمد حسين فضل الله عبيد بأن يكون إمامًا وخطيبًا لمسجد بلدته جبشيت، فعاد عبيد إلى البلدة وتولى الإمامة، وبعد أن أفرجت إسرائيل عن الشيخ حرب بعد 17 يومًا عاد عبيد إلى الضاحية الجنوبية ببيروت وهناك واصل التعرف عن قرب على عباس الموسوي وقادة آخرين في حزب الله.
بعد اغتيال إسرائيل لإمام بلدته جبشيت الشيخ راغب حرب في 16 فبراير 1984 عاد عبيد ليصبح إمام البلدة، وقاد حركة الرفض والاعتصامات ضد إسرائيل في الجنوب اللبناني، وفي عام 1984 اعتقلته إسرائيل مرتين؛ الأولى حين طوقت بلدة جبشيت، والثانية على حاجز لها قرب بلدة النميرية، كما تعرض لمحاولة اغتيال بإلقاء عبوة ناسفة على منزله قبل نحو شهرٍ من الانسحاب الإسرائيلي من البلدة عام 1985.
بعد انسحاب إسرائيل عام 1985 من معظم الجنوب اللبناني إلى الشريط الحدودي فقد شغل عبيد منصبًا قياديًا في الجهاز العسكري لحزب الله واستمر في ذلك إلى حين اختطافه من قبل إسرائيل في 28 يوليو 1989، كما كان عبيد قد تولى عام 1986 الإشراف على المعارك التي أدت إلى أسر جنديين إسرائيليين في جنوب لبنان والتي أعقبها شن إسرائيل على إثرها لعملية الأيام الستة، واعتبرت إسرائيل أن عبيد هو المسؤول الأول عن أسر جندييها الاثنين.
عبيد متزوج وله ثلاثة أولاد وابنتين.

## اعتقاله
اختطفه جهاز الاستخبارات الإسرائيلي "الموساد" عبر اقتحام عناصر الكوماندوز الإسرائيليي لمنزله في بلدة جبشيت في حوالي الساعة الواحدة والنصف فجر ليلة الجمعة 28 يوليو 1989، فاعتُقِلَ بذلك عبيد مع اثنين من مرافقيه المدنيين وهما "أحمد عبيد" و"هشام فحص"، وكانت مروحيتان إسرائيليتان قد حطتا في البلدة وأنزلتا مجموعة جنود من وحدة النخبة في لواء المظليين الإسرائيلي ولواء غيفعاتي لاعتقاله.
عاش عبيد في السجون الإسرائيلية "فترة تعذيب قاسية وصلت إلى حدّ الإجبار على أكل قشور الفواكه وبقايا الطعام"، ولم تسمح له إسرائيل بإرسال أية رسائل لعائلته سوى رسالة واحدة في يونيو 1996 كانت ضمن صفقة تبادل بين حزب الله وإسرائيل.

## الإفراج عنه
في 29 يناير 2004 أطلقت إسرائيل سراحه ومعه أسرى لبنانيين وفلسطينيين ضمن صفقة تبادل بين حزب الله وإسرائيل بوساطة ألمانية مقابل العقيد الإسرائيلي إلحانان تاننباوم المختطف من قبل حزب الله في أكتوبر 2000 ومعه أيضًا جثث ثلاثة جنود إسرائيليين كانوا قد خُطفوا في عملية لحزب الله على الحدود الإسرائيلية في 7 أكتوبر 2000، وبموجب صفقة التبادل فقد جرى نقل عبيد في 29 يناير 2004 من إسرائيل بواسطة طائرة عسكرية إسرائيلية تتبع لسلاح الجو الإسرائيلي إلى مدينة كولونيا في ألمانيا ثم نُقِلَ على متن طائرة ألمانية إلى مطار بيروت.
فور وصول عبيد إلى ألمانيا فقد تحدث معه هاتفيًا الأمين العام لحزب الله حسن نصر الله، كما تحدث عبيد لقناة المنار قائلًا بأنه "شَعَرَ أنه وُلِدَ من جديد"، وكان في استقبال عبيد في ألمانيا كُلٌ من مدير عام الأمن اللبناني جميل السيد والقيادي في حزب الله وفيق صفا.
لدى وصول عبيد إلى مطار بيروت على متن طائرة ألمانية فقد تجمع لاستقباله آلاف اللبنانيين والفلسطينيين في شوارع بيروت وبالقرب من الطريق الرئيسي المؤدي إلى المطار، وكان في استقبال عبيد لحظة وصوله المطار كُلٌ من الرئيس اللبناني إميل لحود ورئيس الوزراء اللبناني رفيق الحريري ورئيس مجلس النواب اللبناني نبيه بري والأمين العام لحزب الله حسن نصر الله ووزراء لبنانيين وشخصيات رسمية عدة ودبلوماسيين عرب وأجانب.
كان عبيد أول من نزل من الطائرة في مطار بيروت، وقد عانقه لحظتها الرئيس اللبناني إميل لحود ورئيس الوزراء اللبناني رفيق الحريري ورئيس مجلس النواب اللبناني نبيه بري وعانقه الأمين العام لحزب الله حسن نصر الله الذي قال لعبيد: "الحمد الله أثمرت جهودنا، هذا نصر ثان للمقاومة وللمؤمنين وللبنان".

## ما بعد الإفراج عنه
يتولى عبيد منذ الإفراج عنه في 29 يناير 2004 مناصب ومسؤوليات عدة في حزب الله منها معاونًا لرئيس المجلس التنفيذي للحزب، ومسؤولًا لملف العمل الاجتماعي بالحزب، وغيرها من المراكز والمواقع.

## علاقته العائلية الشخصية بفلسطين
الشيخ عبد الكريم عبيد ابن عمه هو عضو الكنيست والتاجر الفلسطيني ذياب عبيد، حيث "علي عبيد" (أبو أحمد) والد عبد الكريم عبيد هو عم ذياب عبيد، وكان ذياب عبيد قد انتقل عام 1937 من مدينة طولكرم الفلسطينية برفقة زوجته "سعدة دعمة" وهي من مدينة طولكرم أيضًا ومعه ابنتيه "عليا" و"ندى" ليقيموا في منزل الشيخ عبد الكريم عبيد في بلدة جبشيت في جنوب لبنان حتى عادوا لاحقًا إلى طولكرم عام 1944.
ولاحقًا فقد تزوجت ابنة ذياب عبيد "ندى" من ابن عمها "حسن كامل عبيد" وأنجبت منه ابنها قيس عبيد الذي يعمل مستشارًا لحسن نصر الله ومسؤولًا كبيرًا في حزب الله، وقيس عبيد هو ذاته العقل المدبر لاختطاف العقيد الإسرائيلي إلحانان تاننباوم الذي جرى خطفه ونقله إلى حزب الله في أكتوبر 2000 ثم أفُرِجَ عنه في 29 يناير 2004 مقابل إفراج إسرائيل عن الشيخ عبد الكريم عبيد وأسرى فلسطينيين ولبنانيين ضمن صفقة التبادل الكبيرة التي جرت برعاية ألمانية.

## قالوا عنه
- قال الأمين العام لحزب الله حسن نصر الله في 27 يوليو 2003 حيث الذكرى الرابعة عشرة لاختطاف إسرائيل لعبيد: "الشيخ عبد الكريم لم يعد اسمًا لشخص بل رمزًا لقضيّة ورمزًا لأمّة وعنوانًا لمقاومة".[10]

## وصلات خارجية
- فيديو للحظة وصول عبد الكريم عبيد إلى مطار بيروت عقب الإفراج عنه في 29 يناير 2004 على يوتيوب